# Conseil exécutif de Macao
Le Conseil exécutif de Macao,  est un organe consultatif créé pour conseiller et aider le chef de l'exécutif de Macao dans la prise de décisions. Cet organe politique est composé de 7 à 11 administrateurs pour une durée de 5 ans, qui sont nommés par le chef de l'exécutif parmi les titulaires des postes clés du Gouvernement de Macao, les députés de l'Assemblée législative et les personnalités publiques.
Le chef de l'exécutif, qui préside également le Conseil d'administration doit toujours convoquer, consulter et réunir le Conseil exécutif avant de prendre des décisions importantes, parmi lesquelles les propositions de Loi à l'Assemblée législative, la définition de réglementations administratives et la dissolution de l'Assemblée. La nomination et le licenciement du personnel, les sanctions et mesures disciplinaires en cas d'urgence n'ont pas besoin d'être portées devant le Conseil exécutif. Si le chef de l'exécutif n'est pas d'accord avec l'avis de la majorité des membres de cet organe consultatif, il doit présenter des raisons pour justifier son opposition et son refus.
Le Conseil exécutif est convoqué et se réunit au moins une fois par mois. Ces réunions ne sont pas publiques, mais le chef de la direction peut inviter des personnes pour les aider, s'il le juge nécessaire

## Membres
Actuellement, le Conseil exécutif est composé de 11 membres, nommés par le chef de l'exécutif. Les membres du Conseil exécutif sont :
- Sonia Chan Hoi Fan (Secrétaire à l'administration et la justice;
- Leong Heng Teng (député de 1992 à 2009);
- Liu Chak Wan;
- Ma Iao Lai;
- Leonel Alberto Alves (député de 1984 à 2013);
- Cheang Chi Keong (député de 2001 à 2017);
- Chan Meng Kam (député de 2005 à 2017);
- Ho Sut Heng;
- Eddie Wong Yue Kai;
- Peter Lam Kam Seng;
- Chan Chak Mo.